# 반뒤센쥐
반뒤센쥐(Rattus vandeuseni)는 시궁쥐속에 속하는 설치류의 일종이다. 파푸아뉴기니 남동부 지역 산악 지대의 토착종이다.